# San Felipe (Zambales)
San Felipe ist eine philippinische Stadtgemeinde in der Provinz Zambales. Sie hat 23.183 Einwohner (Zensus 1. August 2015).

## Baranggays
San Felipe ist administrativ in elf Baranggays unterteilt:
- Amagna (Pob.)
- Apostol (Pob.)
- Balincaguing
- Farañal (Pob.)
- Feria (Pob.)
- Maloma
- Manglicmot (Pob.)
- Rosete (Pob.)
- San Rafael
- Santo Niño
- Sindol